# Chaleur-Bucht-Skandal

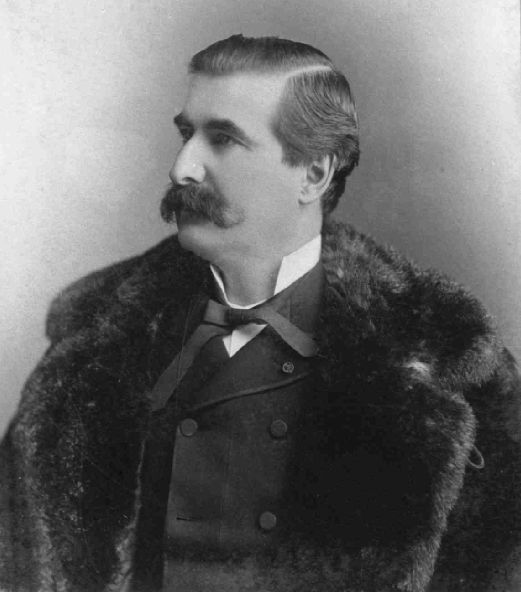
Premierminister Honoré Mercier

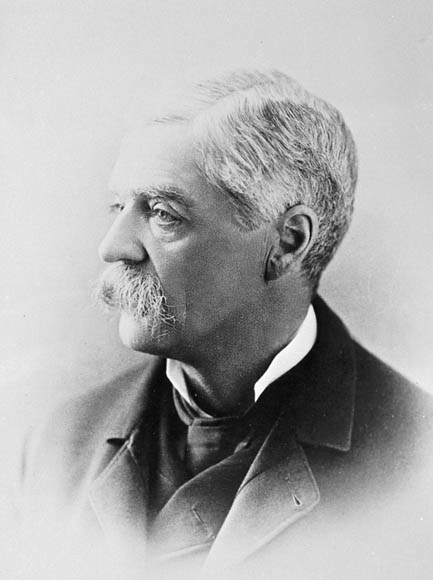
Vizegouverneur Auguste-Réal Angers

Der Chaleur-Bucht-Skandal (frz. Scandale de la Baie des Chaleurs) war ein politischer Skandal in der kanadischen Provinz Québec. Er ereignete sich im Jahr 1891, brachte die liberale Provinzregierung zu Fall und ruinierte die politische Karriere von Premierminister Honoré Mercier, obschon der anschließende Gerichtsprozess seine Unschuld bestätigte.

## Vorgeschichte
Die Bahngesellschaft Compagnie de chemin de fer de la Baie des Chaleurs, präsidiert von Vizegouverneur Théodore Robitaille und geführt vom Unternehmer Charles Newhouse Armstrong, erhielt im Jahr 1882 die Konzession für den Bau einer 320 km langen Strecke von Matapédia entlang der Chaleur-Bucht nach Gaspé. Die Bauarbeiten begannen aufgrund von Finanzierungsproblemen erst 1886 und vier Jahre später waren erst etwa 100 km errichtet worden. Hinzu kamen unbezahlte Forderungen von Lieferanten und Arbeitern.
Im Frühjahr 1891 beschloss die liberale Provinzregierung unter Honoré Mercier, den Vertrag aufzulösen und jenem Unternehmer 280.000 Dollar Zuschuss zu bezahlen, der die Strecke innerhalb einer angemessenen Frist fertigstelle. Die Compagnie de chemin de fer de la Baie des Chaleurs akzeptierte die Vertragsauflösung, forderte aber eine Entschädigung von 175.000 Dollar.
Ernest Pacaud, Schatzmeister der Parti libéral du Québec und Herausgeber der Zeitung L’Électeur, vermittelte zwischen der Regierung und Armstrong, dem Vertreter der Bahngesellschaft. Im Sommer 1891 weilte Mercier in Frankreich und ließ sich durch Pierre Gameau, dem Minister für staatliche Bauvorhaben, vertreten. Pacaud bat Gameau, Akkreditive in Höhe von 175.000 Dollar zu unterzeichnen, was dieser auch tat. Daraufhin erhielt das Unternehmen Cooper-Thom den Auftrag, die Bahnstrecke weiterzubauen.

## Skandal
Die Transaktion weckte das Misstrauen des Verkehrskomitees des Bundes, weshalb es eine Untersuchung einleitete und Armstrong am 12. August 1891 zu einer Aussage aufforderte. Dieser gab zu, nur 75.000 Dollar erhalten und den Rest umgehend an Pacaud zurückgegeben zu haben. Davon seien wiederum 5.000 Dollar ausgegeben worden, um Merciers Frankreich-Reise zu finanzieren.
Konservative Zeitungen machten den Skandal publik und forderten den Rücktritt der Regierung. Am 7. September schlug Vizegouverneur Auguste-Réal Angers die Bildung einer königlichen Untersuchungskommission vor, was Mercier, der inzwischen zurückgekehrt war, umgehend akzeptierte. Die Anhörungen begannen am 6. Oktober unter dem Vorsitz von Richter Louis-Amable Jetté. Am 20. Oktober machte Pacaud seine Aussage und übernahm die volle Verantwortung. Mit den 100.000 Dollar seien die Kosten für Wahlkämpfe bezahlt und die Schulden mehrerer Minister beglichen worden.
Einige Tage später versicherte Mercier vor der Untersuchungskommission, dass er keinerlei Kenntnis von der Transaktion gehabt habe. Vizegouverneur Angers glaubte seiner Aussage jedoch nicht und verfügte am 16. Dezember die Absetzung der Regierung. Fünf Tage später beauftragte er Charles-Eugène Boucher de Boucherville mit der Bildung einer neuen Regierung, obwohl die Konservativen in der Minderheit waren (sie errangen jedoch im März 1892 einen deutlichen Wahlsieg).
Thomas Chase-Casgrain, der neue Attorney General der Provinz, erhob am 20. April 1892 Anklage gegen Mercier und Pacaud. Der Gerichtsprozess fand im Herbst desselben Jahres statt und am 4. November sprachen die Geschworenen beide Angeklagten frei.